# Steinar Sagen
Steinar Sagen, född 24 februari 1975 i Oslo är en norsk komiker, skådespelare, radiopersonlighet och författare. 
Sagen debuterade på NRK i TV-serien Bot og bedring 1998. Han har därefter medverkat i flera andra TV-program som skådespelare och programledare.
På radio är Sagen mest känd från programmet Radioresepsjonen på NRK P3 och P13 som har sänts sedan 2006. Första gången han medverkade i radio var 2000 då han medverkade i Munn til Munn tillsammans med Guri Solberg og Håvard Lilleheie.
I Sverige är Sagen mest känd från TV-serien Lilyhammer.

## Filmografi

### Filmer
- 2000 Da jeg traff Jesus... med sprettert
- 2006 Svein og Rotta - Blind man
- 2010 Brødrene Dal og vikingsverdets forbannelse - Viking
- 2011 Kong Curling - Flemming
- 2014 Børning - Polis

### TV-serier
- 1998 Bot og bedring - Bagarlärling
- 2000 U - Steinar
- 2001 24 - 23
- 2005 Singelklubben
- 2006 Fremtiden kommer bakfra - Jan Erik Hovden
- 2007 Luftens helter - Den bleka mannen
- 2007 Torsdag kveld med Steinar Sagen - Steinar Sagen
- 2008 Jubalong - Basse
- 2010 Påpp & Råkk - Kund i butiken
- 2010 Radioresepsjonen på TV - seg selv/programleder
- 2012 Lilyhammer - Roar Lien
- 2012 Brille - Paneldeltagare
- 2016 Side om Side - Kock och inneboende hos Jonas